# 원색의 청춘
"원색의 청춘"은 1992년에 개봉한 대한민국의 영화이다.

## 캐스팅
- 손상숙 : 경림 역
- 상일환 : 창식 역
- 안남 : 자옥 역
- 강석봉 : 상열 역
- 곽민정 : 진경 역
- 이광재 : 성호 역
- 김희정 : 보라 역
- 이광욱 : 강욱 역
- 김선순 : 선순 역
- 이은숙 : 미림 역
- 양용 : 뚱보 역
- 허진영 : 원주 역
- 강은희 : 은희 역
- 강희 : 미림엄마 역
- 정경만 : 청년 1 역
- 남지연 : 청년 2 역
- 정세혁 (특별출연)